# Brote de ébola en la República Democrática del Congo de 2018
Brote de ébola en la República Democrática del Congo de 2018 comenzó el 8 de mayo de 2018 se informó que había al menos 17 personas sospechosas de muerte a causa de la enfermedad por el virus del Ébola cerca de la ciudad de Bikoro, en la provincia de Équateur, en el noroeste de la República Democrática del Congo (RDC). La Organización Mundial de la Salud declaró el brote después de que se confirmó que dos personas padecían la enfermedad. El virus se confirmó por primera vez en la ciudad portuaria de Mbandaka el 17 de mayo, lo que provocó que la OMS elevara su evaluación del nivel de riesgo nacional a "muy alto", pero la organización decidió el 18 de mayo que el brote no representaba un riesgo suficiente de propagación internacional para constituir una alarma internacional de salud pública. Es el brote más grande de ébola desde la epidemia de África Occidental de 2013-16, pero a partir del 23 de mayo, permanece confinado a la provincia de Équateur. Después de varios meses el brote terminó el 24 de julio de 2018 Una semana después empezó, el Brote de Ébola de Kivu 2018-19

## Epidemiología

### Primeros casos
Los primeros casos ocurrieron a principios de abril de 2018. El presunto caso índice fue un agente de policía, que murió en un centro de salud en la aldea de Ikoko-Impenge, cerca de la ciudad comercial de Bikoro, en la provincia de Équateur, según la Federación Internacional de Sociedades de la Cruz Roja y de la Media Luna Roja. 
Después de su funeral, 11 familiares se enfermaron y 7 de ellos murieron. Los 7 fallecidos habían asistido al funeral del hombre o lo habían cuidado mientras estaba enfermo. El 3 de mayo de 2018, la División Provincial de Salud de la provincia de Équateur notificó 21 casos con síntomas compatibles con la enfermedad del virus del Ébola, de los cuales 17 habían muerto. De estos, 8 casos se ha demostrado posteriormente que no están relacionados con el virus del Ébola. El brote se declaró el 8 de mayo después de que muestras de 2 de 5 pacientes en Bikoro dieron positivo para la cepa Ebolavirus del virus del Ébola. El 10 de mayo, la Organización Mundial de la Salud (OMS) declaró que la República Democrática del Congo tenía un total de 32 casos de ébola, y otros 2 casos sospechosos se anunciaron al día siguiente, con lo que el número total de casos fue 34, todos ubicados en el área de Bikoro.

| Fecha | Casos       | Casos    | Casos    | Casos | Muertes | TL    | Contactos |
| Fecha | Confirmados | Probable | Sospecha | Total | Muertes | TL    | Contactos |
| --- | ----------- | -------- | -------- | ----- | ------- | ----- | --------- |
| 2018-5-11 | 2           | 18       | 14       | 34    | 18      | 52,9% | 75        |
| 2018-5-14 | 2           | 22       | 17       | 41    | 20      | 48,8% | 432       |
| 2018-5-18 | 14          | 21       | 10       | 45    | 25      | 55,6% | 532       |
| 2018-5-20 | 28          | 21       | 2        | 51    | 27      | 52,9% | 628       |
| 2018-5-23 | 31          | 13       | 8        | 52    | 22*     | 42,3% | >600      |
| 2018-5-27 | 35          | 13       | 6        | 54    | 24      | 46,3% | 906       |
| 2018-5-30 | 37          | 13       | 0        | 50*   | 25      | 50%   | >900      |
| 2018-6-03 | 37          | 13       | 6        | 56    | 25      | 44,6% | 880       |
| 2018-06-06 | 38          | 14       | 10       | 62    | 27      | 43,6% | 619       |
| 2018-06-10 | 38          | 14       | 3        | 55*   | 28      | 50,9% | 634       |
| 2018-06-17 | 38          | 14       | 10       | 62    | 28      | 45,1% | 289       |
| 2018-06-20 | 38          | 14       | 9        | 61    | 28      | 45,9% | 179       |
| 2018-06-24 | 38          | 14       | 3        | 55*   | 28      | 51%   | 179       |
| 2018-06-29 | 38          | 15       | 0        | 53*   | 29      | 54,7% | 0         |
| 2018-06-09 | 38          | 15       | 0        | 53    | 29      | 54,7% | 0         |
| 2018-07-24 | 38          | 16       | 0        | 54    | 33      | 61%   | 0         |
| * los números están sujetos a revisión, tanto cuando se descubren nuevos casos como cuando están inactivos o cuando las pruebas muestran que los casos no estaban relacionados con el virus del Ébola. |             |          |          |       |         |       |           |

### Propagación por Mbandaka
El 14 de mayo se denunciaron casos sospechosos en las zonas de Iboko y Wangata en la provincia de Équateur, además de Bikoro. Wangata es un distrito de la ciudad de Mbandaka, la capital de la provincia de Équateur, que se encuentra a unos 100 kilómetros al norte de Bikoro. La OMS informó el 17 de mayo de 2018 que uno de los casos en el distrito de Wangata de la ciudad de Mbandaka había sido confirmado, el primer caso de este brote confirmado en un área urbana. Mbandaka es un puerto ocupado y densamente poblado en el río Congo con una población de 1,2 millones, lo que aumenta el riesgo de propagación. Al día siguiente, la OMS elevó el riesgo de salud en la República Democrática del Congo a "muy alto" debido a la propagación a un área urbana. El gobierno de la República Democrática del Congo está particularmente preocupado por el transporte de barcos a lo largo del Congo entre Mbandaka y la capital, Kinshasa. La OMS también considera que existe un alto riesgo de que el brote se extienda a través de la frontera, con la República del Congo y la República Centroafricana, que limitan con la región afectada, y otros siete países cercanos en particular riesgo.
Según el quinto informe de situación publicado por la OMS, la tasa de letalidad (TL) es del 42,3 %. Se informaron datos demográficos para 44 casos al 22 de mayo; hay 26 casos de ébola en hombres y 18 en mujeres; 7 casos son en niños de 14 años o menos, y 9 en personas mayores de 60 años. Hasta el 23 de mayo, se han notificado 5 casos en trabajadores de salud, incluidos dos que murieron. El rastreo de contactos se está empleando para identificar contactos con personas infectadas.
| Zona de salud | Casos       | Casos     | Casos    | Casos | Muertes | TL    |
| Zona de salud | Confirmados | Probables | Sospecha | Total | Muertes | TL    |
| ------------- | ----------- | --------- | -------- | ----- | ------- | ----- |
| Bikoro        | 10          | 11        | 0        | 21    | 18      | 85,7% |
| Iboko         | 24          | 5         | 0        | 29    | 12      | 41,3% |
| Wangata       | 4           | 0         | 0        | 4     | 3       | 75%   |
| Ingende       | 0           | 0         | 0        | 0     | 0       | -     |
| Total         | 38          | 16        | 0        | 54    | 33      | 61%   |

### Final del brote
La Organización Mundial de la Salud ha indicado que la actual brote de Ébola terminó en la República Democrática del Congo el 24 de julio de 2018, ya que no ha habido casos confirmados por 42 días.

## Desafíos de contención
El área de Bikoro tiene tres hospitales, pero la OMS describe los servicios de salud como predominantemente con "funcionalidad limitada"; reciben suministros de organismos internacionales pero experimentan frecuentes carencias. Más de la mitad de los casos del área de Bikoro se encuentran en Ikoko-Impenge, una aldea no conectada al sistema de carreteras. Bikoro se encuentra en la densa selva tropical, y la lejanía del área y la infraestructura inadecuada impiden el tratamiento de los pacientes con ébola, así como los esfuerzos de vigilancia y vacunación.Otro desafío es la adherencia: del 20 al 21 de mayo, seis personas entraron sin permiso y por la fuerza al centro de tratamiento de Mbandaka, irrumpieron en la zona roja y se llevaron por la fuerza a dos enfermos de ébola. A pesar de su precario estado de salud los montaron en dos motos y los llevaron hasta su poblado, los metieron en la parroquia, y ya en compañía de las dos familias (unas 20 personas en total) se pusieron todos a rezar para rogar a Dios por la salud de los enfermos. El primero de ellos, una adolescente, volvió al hospital al día siguiente porque la fiebre y los vómitos aumentaron. Acabó muriendo a las pocas horas. El otro paciente, también mujer, se fue a su casa, donde también falleció después de asegurar que se sentía curada y que Dios había obrado el milagro. La hostilidad hacia los trabajadores de la salud también ha sido reportada. El 29 de mayo, la OMS indicó que esperaba entre 100 y 300 casos antes de que iniciara el mes de julio.

## Virología

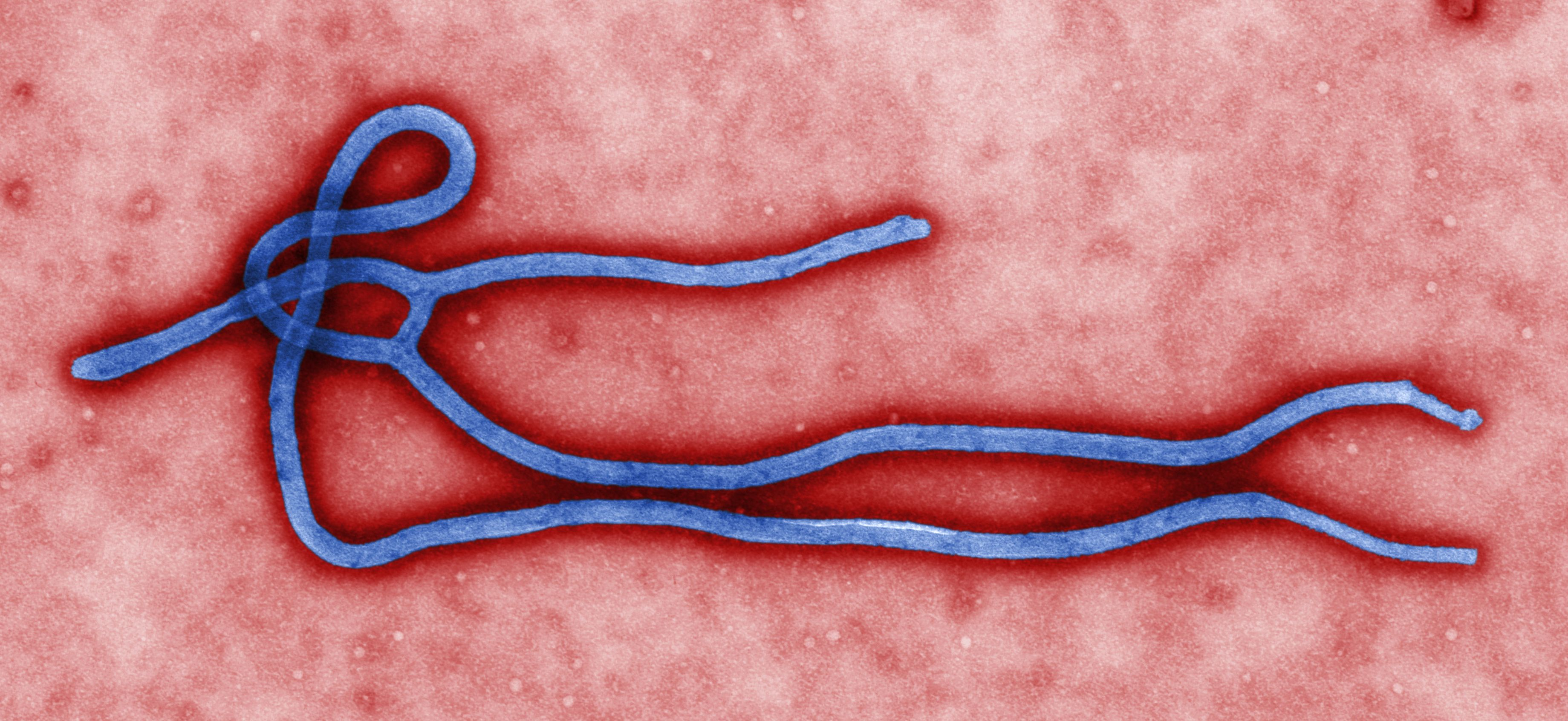
El virus del Ébola

El Ebola virus, que se ha identificado en este brote, se incluye en el género ébola virus, de la familia Filoviridae, que son virus de ARN monocatenario de sentido negativo.
El virus fue nombrado así por el río Ébola,  un afluente del río Congo, en la República Democrática del Congo; el virus fue identificado en 1976 en Yambuku.

## Respuesta
Médicos Sin Fronteras (MSF) ha establecido centros de tratamiento en Bikoro, Ikoko y Wangata. La OMS envió un equipo de expertos a Bikoro el 8 de mayo, y el 13 de mayo el director general de la OMS, Tedros Adhanom Ghebreyesus, visitó la ciudad. Al 24 de mayo, la OMS ha enviado 138 técnicos a las tres zonas afectadas; la Cruz Roja ha enviado a más de 150 personas y el personal de UNICEF también está activo. Otros equipos de envío de agencias internacionales incluyen el Equipo de Apoyo Rápido de Salud Pública del Reino Unido y los Centros para el Control y la Prevención de Enfermedades de África. The Wellcome Trust ha donado £ 2 millones para el brote de la República Democrática del Congo. Merck está donando su vacuna experimental y Gavi, la Alianza de Vacunas está ayudando a apoyar las operaciones de vacunación. Se han enviado varias toneladas de suministros a la República Democrática del Congo, incluidos kits de protección y desinfección y medicamentos paliativos. Después de que el virus se propagó a la ciudad de Mbandaka, el ministro de salud de la República Democrática del Congo, Oly Ilunga Kalenga, anunció que se proporcionaría asistencia sanitaria gratuita a los afectados.
El 18 de mayo, el comité de RSI de la OMS se reunió por primera vez para considerar el brote y decidió no declarar una emergencia de salud pública de interés internacional; si el brote se expande internacionalmente, el comité volverá a evaluar la situación.

### Vigilancia y prevención de la transmisión
La vigilancia de los viajeros en el puerto y el aeropuerto de Mbandaka está en curso. El Ministerio de Salud de la República Democrática del Congo ha identificado 115 áreas donde el movimiento de personas aumenta el riesgo de transmisión del virus, incluidos 83 puertos fluviales, 9 aeropuertos y 7 estaciones de autobuses, así como 16 mercados. José Makila, el ministro de transporte de la RDC, ha declarado que la Marina Armada se desplegara para vigilar el tráfico fluvial en el Congo. El 10 de mayo, el Ministerio de Salud de Nigeria informó que comenzaría a examinarse en sus fronteras, y hasta el 18 de mayo, un total de 20 países han instituido la detección de viajeros procedentes de la República Democrática del Congo. La OMS ha enviado equipos a 8/9 de los países vecinos para evaluar su capacidad para tratar la propagación del ébola y facilitar su vigilancia. El Ministerio de Salud de la República Democrática del Congo está trabajando con topógrafos y cartógrafos de la UCLA y OpenStreetMap DRC para mejorar el mapeo de la zona afectada. Un laboratorio ha estado en funcionamiento en Bikoro desde el 16 de mayo, permitiendo la realización de pruebas locales de muestras de pacientes para el virus del Ébola.
Los entierros están siendo organizados por MSF y la Cruz Roja de la República Democrática del Congo para minimizar el riesgo de transmisión. La Radio de las Naciones Unidas está difundiendo información de sensibilización sobre el ébola, y se están preparando y distribuyendo carteles y folletos. UNICEF advirtió a 143 iglesias en todo Mbandaka sobre los riesgos de las reuniones de oración.

### Vacunación con rVSV-ZEBOV
Las autoridades sanitarias, incluido el Ministerio de Salud Pública de la República Democrática del Congo, están utilizando la vacuna recombinante del virus del Ébola vesicular (rVSV-ZEBOV), una vacuna experimental contra el Ébola desarrollada recientemente, producida por Merck, para tratar de suprimir el brote. Esta vacuna atenuada en vivo expresa la glucoproteína de superficie de la cepa Kikwit 1995 de Zaire ebolavirus en un vector recombinante del virus de la estomatitis vesicular. La vacuna rVSV-ZEBOV fue probado en Guinea y Sierra Leona durante la epidemia de África Occidental de 2013-16, con 5837 personas que recibieron la vacuna; los autores del ensayo concluyeron que rVSV-ZEBOV proporcionaba "protección sustancial" contra el Ébola, pero los comentarios posteriores han cuestionado el grado de protección obtenido. Como la vacuna aún no ha sido aprobada por ninguna autoridad reguladora, se está utilizando en la República Democrática del Congo bajo un protocolo de prueba de uso compasivo. Está en curso una estrategia de vacunación en la zona afectada, que consiste en vacunar únicamente a los que tienen más probabilidades de estar infectados: contactos directos de personas infectadas y contactos de esos contactos. Otros grupos objetivos incluyen trabajadores de la salud, personal de laboratorio, trabajadores de vigilancia y personas involucradas en entierros. Las personas que hayan sido vacunadas recibirán un seguimiento durante 84 días para evaluar si están protegidas de la infección y para controlar cualquier evento adverso. La OMS entregó un total de 4.320 dosis de la vacuna rVSV-ZEBOV a la capital de la República Democrática del Congo, Kinshasa, el 16 de mayo, y llegaron otras 3.240 dosis tres días más tarde; también se pondrán a disposición otras 8.000 dosis. La vacuna debe transportarse y almacenarse entre -60 y -80 °C. Se estableció una cadena de frío en Kinshasa para el 18 de mayo y se extendió a Mbandaka. La OMS planea concentrarse en vacunar a tres grupos de contactos de casos confirmados de ébola, dos en Bikoro y uno en Mbandaka.
La vacunación comenzó el 21 de mayo entre los trabajadores de la salud en Mbandaka, con 7.560 dosis de vacunas listas para su uso inmediato, según la OMS. El ministro de salud de la RDC, Oly Ilunga Kalenga, declaró que la vacunación de los trabajadores de salud y los contactos del caso del ébola en las áreas de Wangan y Bolenge en Mbandaka demoraría cinco días, después de lo cual empezaría la vacunación en Bikoro e Iboko. Hasta el 24 de mayo, 154 personas en Mbandaka han sido vacunadas, y se han comenzado los preparativos para la vacunación en Bikoro e Iboko. Se espera que hasta un millar de personas hayan sido vacunadas antes del 26 de mayo, según la OMS. Es la primera vez que se intenta la vacunación en las primeras etapas de un brote de Ébola.

### Agentes terapéuticos experimentales

Fórmula química para el Favipiravir

Los funcionarios de salud están explorando la idea de probar tratamientos experimentales, incluidos los agentes antivirales favipiravir y GS-5734, y el anticuerpo ZMapp. Los tres agentes se administraron a pacientes durante la epidemia en África occidental, pero aún no se ha demostrado que ninguno sea eficaz. El Ministerio de Salud de la República Democrática del Congo también ha solicitado que los Estados Unidos prueben el tratamiento mAb114 en el brote actual. El anticuerpo monoclonal mAb114 ha sido desarrollado por Jean-Jacques Muyembe en el Instituto Nacional de Investigación Biomédica, y se deriva de un sobreviviente de Ébola del brote de Kikwit en 1995 que todavía tenía anticuerpos anti-Ébola circulantes 11 años después; ha sido probado en macacos pero no en humanos. El cóctel ZMapp fue evaluado por la Organización Mundial de la Salud para uso de emergencia según el protocolo ético MEURI. El panel acordó que "los beneficios del ZMapp superan sus riesgos" al tiempo que señaló que presentaba problemas logísticos, particularmente el de requerir una cadena de frío para su distribución y almacenamiento. Cuatro terapias alternativas (Remdesivir, REGN3470-3471-3479, Favipiravir y mAb114) también se consideraron para su uso en algunas circunstancias, pero se encuentran en etapas más tempranas de desarrollo.

## Antecedentes

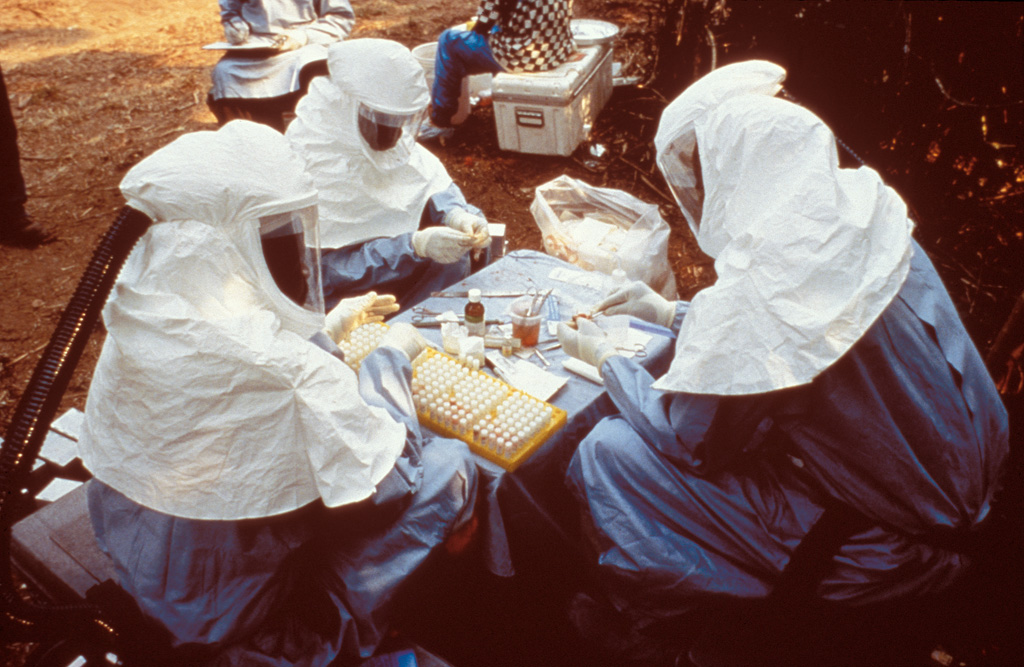
Científicos durante un brote de ébola en 1995

La República Democrática del Congo (antes Zaire) ha tenido ocho brotes de ébola previos, siendo el primero en 1976. Todos se han localizado en el oeste o el norte del país, con tres brotes previos (en 1976, 1977 y 2014) que ocurrieron en la antigua provincia de Équateur, de la que forma parte la actual provincia de Équateur. El brote más reciente ocurrió en la zona norte del Congo en 2017, con 8 casos confirmados o probables, incluyendo 4 muertes. Las autoridades reguladoras de la RDC aprobaron el uso de la vacuna experimental rVSV-ZEBOV, pero los problemas logísticos retrasaron la implementación hasta que el brote ya estaba bajo control. La República Democrática del Congo está a la zaga del resto de África en gastos de salud, a $ 32 por cabeza en 2014. Poco antes de los primeros casos del brote actual de ébola, el país experimentó una epidemia generalizada de cólera (junio de 2017-primavera de 2018), que fue la más grave en el país desde 1994.

| Fecha                               | País                            | Zona             | Informaccion del brote | Informaccion del brote | Informaccion del brote | Informaccion del brote | Referencias       |
| Fecha                               | País                            | Zona             | Cepa de ébola          | Casos                  | Muertes                | Tasa de letalidad      | Referencias       |
| ----------------------------------- | ------------------------------- | ---------------- | ---------------------- | ---------------------- | ---------------------- | ---------------------- | ----------------- |
| agosto de 1976                      | Zaire                           | Yambuku          | EBOV                   | 318                    | 280                    | 88%                    | [ 80 ]            |
| junio de 1977                       | Zaire                           | Tandala          | EBOV                   | 1                      | 1                      | 100%                   | [ 81 ] [ 82 ]     |
| mayo - julio de 1995                | Zaire                           | Kikwit           | EBOV                   | 315                    | 254                    | 81%                    | [ 83 ]            |
| agosto – noviembre de 2007          | República Democrática del Congo | Kasai-Occidental | EBOV                   | 264                    | 187                    | 71%                    | [ 84 ]            |
| diciembre de 2008 – febrero de 2009 | República Democrática del Congo | Kasai-Occidental | EBOV                   | 32                     | 14                     | 45%                    | [ 85 ]            |
| junio – noviembre de 2012           | República Democrática del Congo | Orientale        | BDBV                   | 77                     | 36                     | 47%                    | [ 81 ]            |
| agosto – noviembre de 2014          | República Democrática del Congo | Tshuapa          | EBOV                   | 66                     | 49                     | 74%                    | [ 86 ]            |
| mayo – julio de 2017                | República Democrática del Congo | Likati           | EBOV                   | 8                      | 4                      | 50%                    | [ 87 ]            |
| abril- julio de 2018                | República Democrática del Congo | Bikoro           | EBOV                   | 54                     | 33                     | 61%                    | [ nota 1 ] [ 31 ] |
| agosto de 2018–junio de 2020        | República Democrática del Congo | Kivu             | EBOV                   | 3,470                  | 2,280                  | 66%                    | [ 88 ] [ 89 ]     |
| junio de 2020-noviembre de 2020     | República Democrática del Congo | Équateur         | EBOV                   | 130                    | 55                     | 42%                    | [ 90 ]            |
| febrero–mayo 2021                   | República Democrática del Congo | Norte Kivu       | EBOV                   | 12                     | 6                      | 50%                    | [ 91 ]            |

### Artículo
- «Enfermedad por el virus del Ebola». World Health Organization. Consultado el 9 de julio de 2018.

- Datos: Q54099401